# Omapere
Omapere ist eine Siedlung im Far North District der Region Northland auf der Nordinsel von Neuseeland.

## Geographie
Die Siedlung befindet sich rund 64 km nordwestlich von Dargaville und rund 40 km westsüdwestlich von Kaikohe am Südufer des in die Tasmansee mündenden Hokianga Harbour. Der New Zealand State Highway 12 führt durch die Siedlung und verbindet die nördlich angrenzende Siedlung Opononi auf kurzem Wege. Nach Südosten hin ist über den Highway Dargaville zu erreichen.

## Bevölkerung
Zum Zensus des Jahres 2013 zählte Omapere zusammen mit Opononi 414 Einwohner, 13,2 % weniger als zur Volkszählung im Jahr 2006. Der Bevölkerungsanteil in Omapere lag bei 59,4 % gleich 246 Einwohner.

## Wirtschaft
Neben der Landwirtschaft spielt der Tourismus in der Siedlung eine bedeutende Rolle.

## Tourismus
Der weiße Sandstrand der Siedlung und seiner Umgebung bietet für Urlaubsuchende gute Gelegenheiten zum Schwimmen, Fischen und Bootfahren.

## Sehenswürdigkeiten
In der Siedlung befindet sich ein kleines Museum zur Geschichte des Hokianga Harbour und am südlichen Teil des Eingangs zu dem Naturhafen eine alte Signalstation und einen guten Aussichtspunkt vom Pakia Hill aus auf den Hokianga Harbour mit seiner Umgebung.
Zwei Erholungsgebiete, das Arai-Te-Uru Recreation Reserve und das Ti Pikinga Scenic Reserve sind unter Schutz gestellt.